# Rob Bourdon
Robert Gregory Bourdon (født 20. januar 1979) er trommeslager i nü-metalbandet Linkin Park, hvori han er det yngste medlem. Han er født i Calabasas i Californien. I en alder af 10 år, gik han til en Aerosmith koncert med sin mor, der kendte trommeslageren i bandet, Joey Kramer, og blev dermed inspireret til selv at spille trommer. Ligesom et andet Linkin Park medlem, Brad Delson, er Rob jøde.